# تایرن لو
تایرن جمار لو (به انگلیسی: Tyronn Jamar Lue) یک بازیکن پیشین بسکتبال ان‌بی‌ای است که در سال ۲۰۰۹ بازنشسته شد و مربیگری را شروع کرد. لو در سال ۲۰۱۴ به عنوان دستیار سرمربی در تیم کلیولند کاوالیرز استخدام شد. در فصل ۱۶-۲۰۱۵ جایگزین سرمربی اخراج شده تیم شد. در همان سال با تیمش به قهرمانی ان‌بی‌ای رسید و به یکی از معدود سرمربی های تازه کار تبدیل شد که تیمش را به قهرمانی می‌رساند.
لو یک  پوینت گارد سابق، قبل از اینکه توسط دنور ناگتس در دور اول درفت NBA در سال 1998 با بیست و سومین انتخاب کلی انتخاب شود، بسکتبال کالج را برای نبراسکا کورن هاسکرز بازی می کرد. او مدت کوتاهی پس از آن به لس آنجلس لیکرز مبادله شد. به عنوان عضوی از لیکرز، لو در سه فصل اول خود دو قهرمانی NBA را به دست آورد. پس از پایان دوران بازی خود در سال 2009، لو مدیر توسعه بسکتبال برای بوستون سلتیکس شد. در سال 2014 به عنوان دستیار سرمربی توسط کاوالیرز استخدام شد. لو در طول فصل 2015–2016 به عنوان سرمربی ارتقا یافت و جایگزین دیوید بلات اخراج شده شد. در همان فصل، لو مربی کاوالیرز برای اولین قهرمانی آنها در NBA شد و به یک مربی تازه کار نادر NBA تبدیل شد تا تیمش را به عنوان قهرمانی برساند. لو در دو فصل بعد مربی کاوالیرز تا فینال NBA بود، اما هر دو بار به گلدن استیت وریرز شکست خورد و در اکتبر 2018 از کار برکنار شد. لو به عنوان سرمربی کلیپرز ادامه داد و آنها را به اولین حضور در فینال کنفرانس هدایت کرد.